# ایوان سیلایف
ایوان سیلایف (انگلیسی: Ivan Silayev؛ زادهٔ ۲۱ اکتبر ۱۹۳۰ – درگذشتهٔ ۸ فوریه ۲۰۲۳) یک سیاست‌مدار اهل اتحاد جماهیر سوسیالیستی شوروی بود.
ایوان سیلایف در ۸ فوریه ۲۰۲۳، در سن ۹۲ سالگی درگذشت.